# Schwalm-Eder-Kreis
Schwalm-Eder-Kreis is een Landkreis in de Duitse deelstaat Hessen. De Landkreis telt 179.840 inwoners (31 december 2020) op een oppervlakte van 1.539,00 km². Op 31 december 2020 had 8,02% van de inwoners een niet-Duits staatsburgerschap (14.425 niet-Duitsers) en hadden 120 inwoners het Nederlandse staatsburgerschap. Kreisstadt is de stad Homberg. Het is genoemd naar de rivieren Schwalm en Eder, die erdoorheen stromen.

## Steden en gemeenten
| Steden - Borken (Hessen) - Felsberg - Fritzlar - Gudensberg - Homberg (Efze) - Melsungen - Neukirchen - Niedenstein - Schwalmstadt - Schwarzenborn - Spangenberg | Gemeenten - Bad Zwesten - Edermünde - Frielendorf - Gilserberg - Guxhagen - Jesberg - Knüllwald - Körle - Malsfeld - Morschen - Neuental - Oberaula - Ottrau - Schrecksbach - Wabern (Hessen) - Willingshausen |

Bergstraße · Darmstadt · Darmstadt-Dieburg · Frankfurt am Main · Fulda · Gießen · Groß-Gerau · Hersfeld-Rotenburg · Hochtaunuskreis · Kassel (stad) · Landkreis Kassel · Lahn-Dill-Kreis · Limburg-Weilburg · Main-Kinzig-Kreis · Main-Taunus-Kreis · Marburg-Biedenkopf · Odenwaldkreis · Offenbach am Main · Landkreis Offenbach · Rheingau-Taunus-Kreis · Schwalm-Eder-Kreis · Vogelsbergkreis · Waldeck-Frankenberg · Werra-Meißner-Kreis · Wetteraukreis · Wiesbaden
Bad Zwesten · Borken · Edermünde · Felsberg · Frielendorf · Fritzlar · Gilserberg · Gudensberg · Guxhagen · Homberg · Jesberg · Knüllwald · Körle · Malsfeld · Melsungen · Morschen · Neuental · Neukirchen · Niedenstein · Oberaula · Ottrau · Schrecksbach · Schwalmstadt · Schwarzenborn · Spangenberg · Wabern · Willingshausen